# Borghesiana
Borghesiana är Roms fjortonde zon och har beteckningen Z. XIV. Zonen är uppkallad efter familjen Borghese. Zonen Borghesiana bildades år 1961.

## Kyrkobyggnader
- Santa Maria della Fiducia
- Cappella di Santa Maria della Speranza
- Cappella di Santa Maria dell'Oriente
- San Giovanni Maria Vianney
- Santa Maria Madre della Chiesa

## Övrigt
- Casal Montani
- Cisterna romana a Casal Montani
- Cisterna romana di via Borghesiana
- Sankt Zoticus katakomber
- Torre Jacova

## Kommunikationer
Tunnelbanestationer Linje C 
- Due Leoni-Fontana Candida
- Borghesiana
- Bolognetta